# Pavonia sepium
Pavonia sepium är en malvaväxtart. Pavonia sepium ingår i släktet påfågelsmalvor, och familjen malvaväxter.

## Underarter
Arten delas in i följande underarter:
- P. s. macrocarpum
- P. s. sepium